# 弗雷努瓦欧瓦勒
弗雷努瓦欧瓦勒（法語：Fresnoy-au-Val，法語發音：[fʁɛnwa o val]）是法国上法兰西大区索姆省的一个市镇，属于亚眠区。

## 地理
弗雷努瓦欧瓦勒（49°50'6"N, 2°3'19"E）面积8.07 平方千米，位于法国上法蘭西大區索姆省，该省份为法国北部沿海省份，北起加来海峡省和北部省，西接滨海塞纳省和大西洋英吉利海峡，南至瓦兹省，东临埃纳省。
与弗雷努瓦欧瓦勒接壤的市镇（或旧市镇、城区）包括：布干维尔、比西莱普瓦、库尔塞勒-苏穆瓦延库尔、弗吕、克沃维莱、勒韦勒、圣欧班蒙特努瓦。

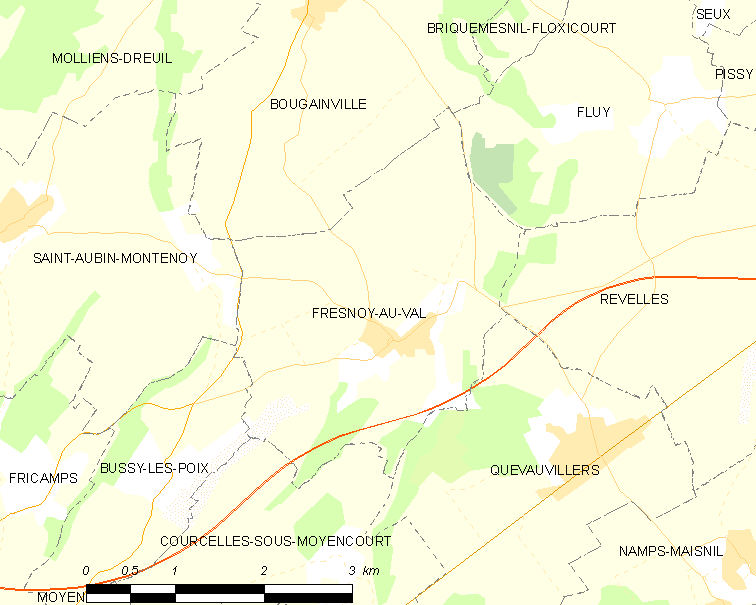
弗雷努瓦欧瓦勒的OSM定位图

弗雷努瓦欧瓦勒的时区为UTC+01:00、UTC+02:00（夏令时）。

## 行政
弗雷努瓦欧瓦勒的邮政编码为80290，INSEE市镇编码为80357。

## 政治
弗雷努瓦欧瓦勒所属的省级选区为索姆河畔阿伊县。

## 人口

1962-2008年间弗雷努瓦欧瓦勒人口变化图示

弗雷努瓦欧瓦勒于2022年1月1日时的人口数量为227人。